# فرانك كارول
فرانك كارول (بالإنجليزية: Frank Carroll)‏ هو سياسي أسترالي، ولد في 8 أبريل 1952 في بريزبان في أستراليا. حزبياً، نشط في Queensland Liberal Party ‏. وقد انتخب عضو المجلس التشريعي ولاية كوينزلاند.